# Songsit Roongnophakunsri
Songsit Roongnophakunsri (ทรงสิทธิ์ รุ่งนพคุณศรี, nascido em 6 de maio de 1967), apelidado de Kob (กบ), é um cantor e ator tailandês. Ele ficou conhecido pela música "Patihan" (ปาฏิหาริย์) de seu álbum de 1990 Kob Sai Sai (กบใส ๆ) e pelo seriado Sam Num Sam Mum, que durou de 1991 a 1998. Ele lançou quatro álbuns originais com a GMM Grammy entre 1989 e 1994, e teve papéis de atuação em várias séries de televisão, bem como musicais e filmes.

## Filmografia

### Cinema
| Ano  | Título                              | Personagem | Notas            |
| ---- | ----------------------------------- | ---------- | ---------------- |
| 2004 | Be True มหัศจรรย์...พันธุ์รัก             | Wachara    | Papel recorrente |
| 2007 | The Love of Siam รักแห่งสยาม          | Korn       | Papel recorrente |
| 2012 | Friends Never Die มึงกู เพื่อนกันจนวันตาย | Pai de Gun | Papel convidado  |
| 2012 | First Kiss รักสุดท้ายป้ายหน้า            | KriangKrai | Papel recorrente |
| 2020 | Go Away, Mr. Tumor ไสหัวไปนายส่วนเกิน  | N/A        | N/A              |
| ASA  | The Snake Queen สาปอสรพิษ            | ASA        | ASA              |

### Televisão
| Ano  | Título                                        | Personagem                                | Notas            | Canal        |
| ---- | --------------------------------------------- | ----------------------------------------- | ---------------- | ------------ |
| 1989 | Roong Taeng See                               | N/A                                       | Papel principal  | MCOT HD      |
| 1989 | Songkram Ngern                                | Pantum                                    | Papel principal  | Channel 7    |
| 1990 | Kamin Gub Poon                                | Thana                                     | Papel principal  | Channel 7    |
| 1991 | Sam Num Sam Mum                               | Ekkapol                                   | Papel principal  | Channel 7    |
| 1993 | Proong Nee Chun Ja Rak Khun                   | Nont                                      | Papel principal  | Channel 5    |
| 1993 | Nam Sor Sai                                   | Pongsanit Jittrakam                       | Papel recorrente | Channel 7    |
| 1995 | Pit Payabaht                                  | N/A                                       | Papel recorrente | Channel 3    |
| 1995 | Keu Hat Ta Krong Pi Pob                       | Sukon                                     | Papel recorrente | Channel 7    |
| 1995 | Reun Manut                                    | Dum                                       | Papel principal  | Channel 3    |
| 1997 | Nang Sao Mai Jam Kad Nam Sakul                | Rachan                                    | Papel recorrente | Channel 5    |
| 1997 | Niramit                                       | Sonthit                                   | Papel recorrente | Channel 7    |
| 1997 | Ngern Ngern Ngern                             | Rangsan                                   | Papel principal  | Channel 7    |
| 1998 | Pua Rot Manao                                 | N/A                                       | Papel principal  | Channel 5    |
| 1998 | Ubathteehet                                   | Viroj                                     | Papel recorrente | Channel 3    |
| 1998 | Prateep Athitarn                              | Kalan                                     | Papel principal  | MCOT HD      |
| 1998 | Cha Poh Hua Jai Jai Tur                       | Wat                                       | Papel recorrente | Channel 5    |
| 1999 | Kharm See Tan Dorn                            | Lam-Tarn                                  | Papel recorrente | Channel 7    |
| 1999 | Ni Yai Ruk Paak Song                          | Puri                                      | Papel recorrente | Channel 5    |
| 1999 | Peek Thong                                    | Ponwat                                    | Papel recorrente | Channel 7    |
| 2000 | Fai Ruk Fai Pitsawat                          | N/A                                       | Papel principal  | Channel 5    |
| 2000 | Muang Maya                                    | Cholathit                                 | Papel recorrente | Channel 5    |
| 2000 | Tai Lom Mai Leuy Reun Sira                    | Sitrin Susira                             | Papel recorrente | Channel 7    |
| 2001 | Ngao Prissana                                 | Professor Jun                             | Papel recorrente | Channel 7    |
| 2001 | Chai Krab Pom Pen Chai                        | N/A                                       | Papel recorrente | Channel 5    |
| 2001 | Pinprai                                       | N/A                                       | Papel recorrente | Channel 7    |
| 2002 | Sai Lom Kub Saeng Dao (2002)                  | Phon                                      | Papel recorrente | Channel 5    |
| 2002 | Champion Sabad Chori                          | N/A                                       | Papel recorrente | Channel 3    |
| 2003 | Prajun San Gon                                | Ekkarat                                   | Papel recorrente | Channel 3    |
| 2005 | Dao Lhong Fah                                 | Watcharin/ "Gai"                          | Papel recorrente | Channel 3    |
| 2005 | Pan Din Hua Jai                               | Pol                                       | Papel recorrente | Channel 3    |
| 2005 | Mer Wan Fah Plean See                         | N/A                                       | Papel recorrente | Channel 5    |
| 2006 | Jao Sao Kra Tan Han                           | N/A                                       | Papel recorrente | Channel 5    |
| 2007 | Hua Jai Sila (2007)                           | Pilaa                                     | Papel recorrente | Channel 5    |
| 2007 | Maya Pissaward                                | John                                      | Papel convidado  | Channel 5    |
| 2009 | Waan Jai Yai Thaang Dao                       | Siasamroeng                               | Papel recorrente | Channel 7    |
| 2009 | Dum Kum                                       | Sia DamKoeng                              | Papel recorrente | Channel 7    |
| 2009 | Meu Narng                                     | Danai Udompat                             | Papel recorrente | Channel 7    |
| 2009 | Plerng See Roong                              | Khanit                                    | Papel recorrente | Channel 3    |
| 2009 | Yark Yood Tawan Wai Tee Plai Fah              | Norakan                                   | Papel recorrente | Channel 5    |
| 2010 | Neur Mek                                      | Akat                                      | Papel recorrente | Channel 3    |
| 2010 | Dok Ruk Rim Tang                              | Winai                                     | Papel recorrente | Channel 5    |
| 2011 | Plerng Torranong                              | Pat                                       | Papel convidado  | Channel 3    |
| 2011 | Sood Hua Jai Jao Chai Tewada                  | N/A                                       | Papel recorrente | MCOT HD      |
| 2011 | Tawee Pope                                    | Jao Khun Visarn Kadee                     | Papel recorrente | Channel 7    |
| 2011 | Nang Fah Mafia                                | Rueangrit                                 | Papel recorrente | Channel 7    |
| 2011 | Koi Ruk Luang Jai                             | N/A                                       | Papel recorrente | Channel 3    |
| 2012 | Likit Fah Cha Ta Din                          | Peter Joe / "Peter"                       | Papel recorrente | Channel 5    |
| 2012 | Manee Dan Suaang                              | Thongthio                                 | Papel recorrente | Channel 3    |
| 2012 | Tawan Chai Nai Marn Mek                       | KroekKrai                                 | Papel recorrente | Channel 3    |
| 2013 | Suphapburut Juthathep Khun Chai Taratorn      | M.C. Witchakorn Juthathep / Thun Chai Wit | Papel convidado  | Channel 3    |
| 2013 | Khun Chai Ronapee                             | M.C. Witchakorn Juthathep / Thun Chai Wit | Papel convidado  | Channel 3    |
| 2013 | Maya See Mook                                 | Katha                                     | Papel recorrente | Channel 7    |
| 2013 | Anko Kon Ruk Strawberry                       | Burin                                     | Papel recorrente | Channel 3    |
| 2013 | Bodyguard Sao                                 | Umphon Detchodom                          | Papel recorrente | Channel 7    |
| 2013 | Look Mai Kong Por Series: Tai Rom Bai Pak     | Kroekkriat Dechathon                      | Papel recorrente | Channel 3    |
| 2014 | Nai Suan Kwan                                 | Chian                                     | Papel recorrente | Channel 3    |
| 2014 | Fai Nai Wayu                                  | Chatri Thanakun                           | Papel recorrente | Channel 3    |
| 2014 | Leh Nangfah                                   | Adisak                                    | Papel recorrente | Channel 5    |
| 2014 | Burud Kaya                                    | N/A                                       | Papel recorrente | Channel 7    |
| 2014 | Raak Boon 2                                   | Wanan                                     | Papel recorrente | Channel 3    |
| 2014 | The Rising Sun: Roy Ruk Hak Liam Tawan        | Osamu Maki                                | Papel recorrente | Channel 3    |
| 2014 | The Rising Sun: Roy Fun Tawan Duerd           | Osamu Maki                                | Papel recorrente | Channel 3    |
| 2014 | Sam Bai Mai Thao                              | Atsada Audsawaruangchai                   | Papel recorrente | Channel 3    |
| 2015 | Hua Jai Patapee                               | Thawon                                    | Papel recorrente | Channel 3    |
| 2015 | Luead Mungkorn: Singh                         | Tang Cheng Yang                           | Papel convidado  | Channel 3    |
| 2015 | Pan Rak Organic                               | N/A                                       | Papel convidado  | True4U       |
| 2015 | Luead Mungkorn: Krating                       | Tang Cheng Yang                           | Papel convidado  | Channel 3    |
| 2016 | Padiwarada                                    | Tan Jao Khun Bumruongprachakit            | Papel recorrente | Channel 3    |
| 2016 | Payak Rai Ruk Puan                            | Yossapon                                  | Papel recorrente | Channel 3    |
| 2016 | Man Dok Ngew                                  | Chonlathep                                | Papel recorrente | Channel 3    |
| 2016 | Buang Atitharn                                | Atin / General Phunna                     | Papel recorrente | Channel 3    |
| 2016 | Nang Ai 2016                                  | Denchart Anothai                          | Papel recorrente | Channel 3    |
| 2017 | Paen Rai Long Tai Warak                       | Paat Prakaypetch                          | Papel recorrente | Channel 3    |
| 2017 | Sai Tarn Hua Jai 2017                         | Yingyot                                   | Papel convidado  | Channel 3    |
| 2018 | Sanae Rak Nang Sin                            | Barami                                    | Papel recorrente | Channel 3    |
| 2018 | Dok Yah Nai Payu                              | Praween                                   | Papel recorrente | Channel 7    |
| 2018 | Tai Peek Pak Sa                               | Sarath                                    | Papel convidado  | Channel 3    |
| 2018 | Luead Khon Kon Jang                           | Prasert Jiraanan                          | Papel principal  | One31        |
| 2018 | Duay Raeng Atitharn (2018)                    | General Prapoj                            | Papel recorrente | Channel 3    |
| 2019 | The Man Series                                | Saksit                                    | Papel recorrente | Channel 3    |
| 2019 | Plerng Naka                                   | Kongpop                                   | Papel recorrente | Channel 3    |
| 2019 | Phatu Kat                                     | Tenente-general Kittibodin                | Papel recorrente | One31        |
| 2019 | My Love From Another Star (Versão Tailandesa) | Rot                                       | Papel recorrente | Channel 3    |
| 2019 | Until We Meet Again                           | Sr. Wongnate                              | Papel recorrente | LINE TV      |
| 2020 | Woon Ruk Nakkao                               | Somkid Narupat                            | Papel recorrente | PPTV HD      |
| 2020 | Who Are You (Versão Tailandesa)               | Korn                                      | Papel recorrente | GMM 25       |
| 2020 | Neth Mahunnop                                 | N/A                                       | Papel convidado  | One31        |
| 2020 | 3 Num 3 Mum x2                                | Ekkapol (Ake)                             | Papel principal  | One31        |
| 2021 | Song Sanaeha (2021)                           | Songchai                                  | Papel recorrente | Channel 3    |
| 2021 | Dare to Love: Hai Ruk Pipaksa                 | Pong                                      | Papel recorrente | Channel 3    |
| 2021 | Ruk Nirun Juntra                              | N/A                                       | Papel recorrente | Channel 3    |
| 2021 | Don’t Say No                                  | Pai de Leo                                | Papel convidado  | LINE TV      |
| 2021 | Khun Pee Chuay Duay                           | Viharn                                    | Papel recorrente | Channel 3    |
| 2021 | Sud Rai Sud Ruk                               | Tul                                       | Papel recorrente | Channel 3    |
| 2021 | Wimarn Sai (2021)                             | Puchong                                   | Papel recorrente | One31        |
| 2021 | 55:15 Never Too Late                          | Songpol / "Paul"                          | Papel principal  | GMM 25       |
| 2022 | Petchakard Jun Jao                            | Athipat                                   | Papel recorrente | Channel 3    |
| 2022 | KinnPorsche                                   | Korn Theerapanyakul                       | Papel recorrente | One31, iQIYI |
| TBA  | Fah Tan Tawan                                 |                                           | Papel recorrente | Amarin TV    |
| TBA  | 18 Mongkut Sadud Love                         |                                           | Papel recorrente | Channel 3    |
| TBA  | Suep Lap Mo Rabat                             | Doutor Ram                                | Papel recorrente | Channel 3    |